# Por Que Fazemos o Que Fazemos?
Por que Fazemos o que Fazemos? - Aflições vitais sobre trabalho, carreira e realização é um livro escrito pelo filósofo e professor Mario Sergio Cortella lançado em julho de 2016. A obra aborda a rotina da vida moderna, a busca pelo reconhecimento do que o homem faz e suas motivações, e tem como proposta esclarecer os propósitos da vida para o ser humano.
Foi apontado pela varejista Amazon como sendo o sexto livro impresso mais vendido em 2017.